# 메이테쓰 하시마선
하시마 선(일본어: 羽島線)은 에기라 역부터 신하시마 역을 잇는 나고야 철도의 철도 노선이다. 전 구간이 기후현 하시마시 내에 있으며, 도카이도 신칸센 기후하시마역을 연결하기 위한 목적으로 다케하나 선의 연장으로 건설되었다.

## 노선 정보
- 노선 거리 (영업 거리) : 1.3km
- 궤간 : 1067mm
- 역 수 : 2역 (기종점역 포함)
- 복선화 구간 : 없음 (전 구간 단선)
- 전철화 구간 : 전 구간 전철화 (직류 1500V)
- 폐색 방식 : 자동폐색식
- 최고속도 : 70km/h

## 역 목록
| 역 번호 | 역명     | 일어 역명 | 역간 거리 | 누계 거리 | 접속 노선                                      |
| ------- | -------- | --------- | --------- | --------- | ---------------------------------------------- |
| TH 08   | 에기라   | 江吉良    |           | 0.0       | 나고야 철도 ■ 다케하나 선 (TH)                 |
| TH 09   | 신하시마 | 新羽島    | 1.3       | 1.3       | 도카이 여객철도 도카이도 신칸센 (기후하시마역) |